# A Furcsa Amcsik epizódjainak listája
A Furcsa amcsik (Ugly Americans) egy Amerikai animációs szitkom amit Devin Clark készített. Eddig két évad készült, az első 14, a második 17 részből áll. A sorozat 2010. március 17-én mutatta be az amerikai Comedy Central az első évad első felét. 2010. október 6-tól leadták az évad 2. felét. 2011. június 30-án elkezdték a 2. évad első 10 részét adni, majd 2012. március 14-től a maradék 7 részt is leadták. Magyarországon 2010. október 5-én mutatta be a hazai Comedy Central az 1. évadot keddenként. A 2. évadot 2012. február 7-től kezdték adni, de csak a 12. részig. Július 10-től leadták az évad hátralévő részét. 2013. május 29-én bejelentették hogy nem készül több rész a sorozatból.

## Évados áttekintés
| Évad | Évad | Epizódok | Eredeti sugárzás  | Eredeti sugárzás   | Eredeti adó    | Magyar sugárzás  | Magyar sugárzás    | Magyar adó     |
| Évad | Évad | Epizódok | Évadpremier       | Évadfinálé         | Eredeti adó    | Évadpremier      | Évadfinálé         | Magyar adó     |
| ---- | ---- | -------- | ----------------- | ------------------ | -------------- | ---------------- | ------------------ | -------------- |
|      | 1    | 14       | 2010. március 17. | 2010. november 17. | Comedy Central | 2010. október 5. | 2011. március 22.  | Comedy Central |
|      | 2    | 17       | 2011. június 30.  | 2012. április 25.  | Comedy Central | 2012. február 7. | 2012. augusztus 7. | Comedy Central |

## 1. évad (2010)
| Sor. | Év. | Cím                                                                 | Rendező                         | Író                          | Premier                               | Nézettség   |
| ---- | --- | ------------------------------------------------------------------- | ------------------------------- | ---------------------------- | ------------------------------------- | ----------- |
| 1.   | 1.  | Bevezető rész (D.O.I. Cutbacks)                                     | Aaron Augenblick és Lucy Snyder | David M. Stern               | 2010. március 17. 2010. október 5.    | 2,10 millió |
| 2.   | 2.  | Egy Amerikai vérfarkas Amerikában (An American Werewolf in America) | Aaron Augenblick és Lucy Snyder | Jeff Poliquin                | 2010. március 24. 2010. október 12.   | 1,89 millió |
| 3.   | 3.  | A démon baba (Demon Baby)                                           | Aaron Augenblick és Lucy Snyder | David M. Stern               | 2010. március 31. 2010. október 19.   | 1,88 millió |
| 4.   | 4.  | A massza munkát kap (Blob Gets Job)                                 | Aaron Augenblick és Lucy Snyder | Kevin Shinick                | 2010. április 7. 2010. október 26.    | 1,36 millió |
| 5.   | 5.  | Fagazmus (Treegasm)                                                 | Aaron Augenblick és Lucy Snyder | Daniel Powell és Greg White  | 2010. április 14. 2010. november 2.   | 2,05 millió |
| 6.   | 6.  | Vámpír akarsz lenni? (So, You Want to Be a Vampire?)                | Devin Clark és Lucy Snyder      | Aaron Blitzstein             | 2010. április 21. 2010. november 9.   | 1,97 millió |
| 7.   | 7.  | Queens Kong (Kong of Queens)                                        | Devin Clark és Lucy Snyder      | Jeff Poliquin                | 2010. április 28. 2010. november 23.  | 2,18 millió |
| 8.   | 8.  | Inkább a halhatatlanság (Better Off Undead)                         | Devin Clark                     | Jeff Poliquin                | 2010. október 6. 2010. december 21.   | 1,74 millió |
| 9.   | 9.  | Ölj, Mark, Ölj! (Kill, Mark... Kill!)                               | Devin Clark                     | Bill Krebs                   | 2010. október 13. 2011. március 22.   | 1,75 millió |
| 10.  | 10. | Ördögi praktikák (Sympathy for the Devil)                           | Devin Clark                     | Greg White és David M. Stern | 2010. október 20. 2010. december 28.  | 1,71 millió |
| 11.  | 11. | Pokoli víkend (Hell for the Holidays)                               | Devin Clark                     | David M. Stern               | 2010. október 27. 2011. január 4.     | 1,49 millió |
| 12.  | 12. | Troll Terror (Trolling for Terror)                                  | Devin Clark                     | Daniel Powell                | 2010. november 3. 2010. december 7.   | 1,60 millió |
| 13.  | 13. | Lélekszívó (Soul Sucker)                                            | Devin Clark                     | Erik Richter                 | 2010. november 10. 2010. december 14. | 1,42 millió |
| 14.  | 14. | A Madáremberek (The Manbirds)                                       | Devin Clark                     | Mick Kelly                   | 2010. november 17. 2011. január 18.   | 1,42 millió |

## 2. évad (2011-2012)
| Sor. | Év. | Cím                                                                 | Rendező                              | Író                                             | Premier                               | Nézettség   |
| ---- | --- | ------------------------------------------------------------------- | ------------------------------------ | ----------------------------------------------- | ------------------------------------- | ----------- |
| 15.  | 1.  | Forró, szexi, démoni nyár (Wet Hot Demonic Summer)                  | Aaron Augenblick                     | Daniel Powell                                   | 2011. június 30. 2012. február 7.     | 1,14 millió |
| 16.  | 2.  | Callie és a kishúga (Callie and Her Sister)                         | Richard Ferguson-Hull és Devin Clark | Mick Kelly                                      | 2011. július 7. 2012. február 14.     | 0,98 millió |
| 17.  | 3.  | Vigyél a pokolba (Ride Me to Hell)                                  | Aaron Augenblick és Devin Clark      | Mike Rowe                                       | 2011. július 14. 2012. február 21.    | 0,81 millió |
| 18.  | 4.  | G. I. Twayne (G. I. Twayne)                                         | Aaron Augenblick és Devin Clark      | Jeff Poliquin                                   | 2011. július 21. 2012. február 28.    | 0,85 millió |
| 19.  | 5.  | A varázsló gyűrűje (The Ring of Powers)                             | Richard Ferguson-Hull és Devin Clark | Greg White                                      | 2011. július 28. 2012. március 6.     | 0,87 millió |
| 20.  | 6.  | XX. rész: A klón Mark támadása (Attack of Mark's Clone)             | Richard Ferguson-Hull és Devin Clark | Adam Stein és David M. Stern                    | 2011. augusztus 4. 2012. március 13.  | 0,73 millió |
| 21.  | 7.  | Tőzsde pánik (Wail Street)                                          | Aaron Augenblick és Devin Clark      | Daniel Powell                                   | 2011. augusztus 11. 2012. március 20. | 0,89 millió |
| 22.  | 8.  | Rémségek kicsiny hajója (Little Ship of Horrors)                    | Aaron Augenblick és Devin Clark      | Mick Kelly                                      | 2011. augusztus 18. 2012. március 27. | 0,78 millió |
| 23.  | 9.  | Lilly és a szörny (Lilly and the Beast)                             | Aaron Augenblick és Devin Clark      | Bill Krebs                                      | 2011. augusztus 25. 2012. április 3.  | 0,82 millió |
| 24.  | 10. | Mami, a múmia (Mummy Dearest)                                       | Richard Ferguson-Hull és Devin Clark | Jeff Poliquin                                   | 2011. szeptember 1. 2012. április 10. | 0,86 millió |
| 25.  | 11. | Utazás Twayne középpontja felé (Journey to the Center of Twayne)    | Aaron Augenblick és Devin Clark      | Erik Richter és Jeff Poliquin                   | 2012. március 14. 2012. április 17.   | 1,05 millió |
| 26.  | 12. | Minden hétvégén háború (Any Given Workday)                          | Richard Ferguson-Hull                | Greg White                                      | 2012. március 21. 2012. április 24.   | 0,75 millió |
| 27.  | 13. | Égessük le Twaynet a csonttörőt (The Roast of Twayne the Boneraper) | Aaron Augenblick és Devin Clark      | Erik Richter, Jeff Poliquin és Jordan Pomaville | 2012. március 28. 2012. július 10.    | 1,03 millió |
| 28.  | 14. | Mark szereti Farkat (Mark Loves Dick)                               | Les Solis és Lou Solis               | Jeff Poliquin                                   | 2012. április 4. 2012. július 17.     | 1,26 millió |
| 29.  | 15. | Zaklató zombi (The Stalking Dead)                                   | Les Solis és Lou Solis               | Erik Richter                                    | 2012. április 11. 2012. július 24.    | 0,91 millió |
| 30.  | 16. | A nagyon sötét lovag (The Dork Knight)                              | Aaron Augenblick és Devin Clark      | Daniel Powell                                   | 2012. április 18. 2012. július 31.    | 1,06 millió |
| 31.  | 17. | A szerelem bolondjai (Fools for Love)                               | Les Solis és Lou Solis               | Erik Richter                                    | 2012. április 25. 2012. augusztus 7.  | 0,98 millió |